# Châtel-Censoir
Châtel-Censoir és un municipi francès, situat al departament del Yonne i a la regió de Borgonya - Franc Comtat. L'any 2007 tenia 676 habitants.

## Demografia

### Població
El 2007 la població de fet de Châtel-Censoir era de 676 persones. Hi havia 296 famílies, de les quals 124 eren unipersonals (44 homes vivint sols i 80 dones vivint soles), 84 parelles sense fills, 68 parelles amb fills i 20 famílies monoparentals amb fills.
La població ha evolucionat segons el següent gràfic:
Habitants censats

### Habitatges
El 2007 hi havia 551 habitatges, 309 eren l'habitatge principal de la família, 181 eren segones residències i 61 estaven desocupats. 460 eren cases i 90 eren apartaments. Dels 309 habitatges principals, 209 estaven ocupats pels seus propietaris, 86 estaven llogats i ocupats pels llogaters i 14 estaven cedits a títol gratuït; 4 tenien una cambra, 30 en tenien dues, 107 en tenien tres, 84 en tenien quatre i 83 en tenien cinc o més. 209 habitatges disposaven pel capbaix d'una plaça de pàrquing. A 161 habitatges hi havia un automòbil i a 78 n'hi havia dos o més.

### Piràmide de població
La piràmide de població per edats i sexe el 2009 era:
| Homes | Edats   | Dones |
| ----- | ------- | ----- |
| 0     | 95 o +  | 0     |
| 8     | 90 a 94 | 0     |
| 12    | 85 a 89 | 16    |
| 4     | 80 a 84 | 28    |
| 16    | 75 a 79 | 16    |
| 28    | 70 a 74 | 40    |
| 48    | 65 a 69 | 52    |
| 12    | 60 a 64 | 24    |
| 8     | 55 a 59 | 12    |
| 20    | 50 a 54 | 20    |
| 20    | 45 a 49 | 24    |
| 12    | 40 a 44 | 12    |
| 16    | 35 a 39 | 20    |
| 24    | 30 a 34 | 8     |
| 16    | 25 a 29 | 16    |
| 4     | 20 a 24 | 0     |
| 12    | 15 a 19 | 20    |
| 12    | 10 a 14 | 24    |
| 8     | 5 a 9   | 0     |
| 8     | 0 a 4   | 0     |

## Economia
El 2007 la població en edat de treballar era de 345 persones, 210 eren actives i 135 eren inactives. De les 210 persones actives 177 estaven ocupades (100 homes i 77 dones) i 33 estaven aturades (18 homes i 15 dones). De les 135 persones inactives 63 estaven jubilades, 25 estaven estudiant i 47 estaven classificades com a «altres inactius».

### Ingressos
El 2009 a Châtel-Censoir hi havia 300 unitats fiscals que integraven 590 persones, la mediana anual d'ingressos fiscals per persona era de 16.583 €.

### Activitats econòmiques
Dels 40 establiments que hi havia el 2007, 2 eren d'empreses extractives, 2 d'empreses alimentàries, 1 d'una empresa de fabricació de material elèctric, 1 d'una empresa de fabricació d'elements pel transport, 2 d'empreses de fabricació d'altres productes industrials, 6 d'empreses de construcció, 8 d'empreses de comerç i reparació d'automòbils, 3 d'empreses de transport, 3 d'empreses d'hostatgeria i restauració, 3 d'empreses financeres, 1 d'una empresa de serveis, 5 d'entitats de l'administració pública i 3 d'empreses classificades com a «altres activitats de serveis».
Dels 11 establiments de servei als particulars que hi havia el 2009, 1 era una oficina de correu, 1 una oficina bancària, 1 taller de reparació d'automòbils i de material agrícola, 1 paleta, 1 guixaire pintor, 1 fusteria, 1 lampisteria, 1 electricista, 2 perruqueries i 1 restaurant.
Dels 7 establiments comercials que hi havia el 2009, 1 era una botiga de més de 120 m², 2 fleques, 2 carnisseries, 1 una botiga de material de revestiment de parets i terra i 1 una joieria.
L'any 2000 a Châtel-Censoir hi havia 10 explotacions agrícoles que ocupaven un total de 745 hectàrees.

## Equipaments sanitaris i escolars
L'únic equipament sanitari que hi havia el 2009 era una farmàcia.
El 2009 hi havia una escola elemental.

## Poblacions més properes
El següent diagrama mostra les poblacions més properes.